# Commentaria in Aristotelem Graeca et Byzantina
Die Commentaria in Aristotelem Graeca et Byzantina (CAGB) sind ein Forschungsprojekt zur Erschließung und Edition von antiken, spätantiken und byzantinischen Aristoteles-Kommentaren. Es leistet damit Grundlagenarbeit für die aktuelle Diskussion über die byzantinische Philosophie. Die Reihe setzt die von Hermann Diels redigierte Sammlung der Commentaria in Aristotelem Graeca (CAG) fort. Sie wird durch die Berlin-Brandenburgische Akademie der Wissenschaften unter Leitung von Christian Brockmann, Dieter Harlfinger, Christof Rapp, Marwan Rashed und Diether R. Reinsch herausgegeben. Neben Editionsbänden (Series Academica) werden auch Monographien zu antiken Autoren sowie Sachthemen veröffentlicht.
Das Forschungsprojekt wird im Rahmen des Akademienprogramms gefördert.

## Commentaria in Aristotelem Graeca et Byzantina. Quellen und Studien
| Band | Autor und Titel / Titel | Editor / Verfasser                       | Erscheinungsjahr |
| ---- | --- | ---------------------------------------- | ---------------- |
| 1    | Alexandre d'Aphrodise, Commentaire perdu à la "Physique" d'Aristote (Livres IV-VIII)                                                         | Marwan Rashed                            | 2011             |
| 2    | Essentialisme. Alexandre d'Aphrodise entre logique, physique et cosmologie                                                                   | Marwan Rashed                            | 2007             |
| 3    | Les Commentaires de Simplicius et de Jean Philopon à la "Physique" d'Aristote. Tradition et Innovation                                       | Pantelis Golitsis                        | 2008             |
| 4    | Commentary and Tradition. Aristotelianism, Platonism, and Post-Hellenistic Philosophy                                                        | Perluigi Donini                          | 2010             |
| 5    | Forms and Concepts. Concept Formation in the Platonic Tradition                                                                              | Christoph Helmig                         | 2012             |
| 6    | Proklos, "Tria opuscula". Textkritisch kommentierte Retroversion der Übersetzung Wilhelms von Moerbeke                                       | Benedikt Strobel                         | 2013             |
| 7    | Aristotle and His Commentators. Studies in Memory of Paraskevi Kotzia                                                                        | Pantelis Golitsis, Katerina Ierodiakonou | 2019             |
| 8    | Byzantine Commentaries on Aristotle’s ›Rhetoric‹. Anonymous and Stephanus, ›In Artem Rhetoricam Commentaria‹                                 | Melpomeni Vogiatzi                       | 2019             |
| 9    | Ontology in Early Neoplatonism: Plotinus, Porphyry, Iamblichus                                                                               | Riccardo Chiaradonna                     | 2023             |
| 10   | Forgotten Ancient Commentaries on Aristotle’s ›Sophistical Refutations‹: Fragments of Aspasios, Herminos, Alexander, Syrianos and Philoponos | Victor Gysembergh                        | 2024             |
| 11   | Der Intellekt als vollkommene Potenz: Rezeption und Umdeutung der aristotelischen Nuslehre bei Alexander von Aphrodisias                     | Alexandra V. Alván León                  | 2024             |
| 12   | Histoire du texte des “Parva naturalia” d’Aristote. Prolégomènes à une édition critique                                                      | Justin Winzenrieth                       | 2025             |

## Commentaria in Aristotelem Graeca et Byzantina. Series academica
| Band | Autor und Titel / Titel | Editor / Verfasser                  | Erscheinungsjahr |
| ---- | --- | ----------------------------------- | ---------------- |
| 1    | Boéthos de Sidon – Exégète d’Aristote et philosophe | Riccardo Chiaradonna, Marwan Rashed | 2020             |
| 2    | Ps.-Aristotele, ›De mirabilibus auscultationibus‹: Indagini sulla storia della tradizione e ricezione del testo                                                                   | Ciro Giacomelli                     | 2020             |
| 3.1  | Alexander of Aphrodisias, Commentary on Aristotle, ›Metaphysics‹ (Books I–III): Critical edition with Introduction and Notes                                                      | Pantelis Golitsis                   | 2022             |
| 4    | Anonymus (Codex Hieros. S. S. 108), Georgios Pachymeres, Kommentare zu Aristoteles, ›De partibus animalium‹: Redaktionen zu Michael von Ephesos. Kritische Edition und Einleitung | Eleni Pappa                         | 2022             |
| 5    | Leon Magentenos, Commentary on Aristotle, ›Prior Analytics‹ (Book II): Critical Edition with Introduction and Translation                                                         | Nikos Agiotis                       | 2021             |
| 6    | Nikephoros Blemmydes, ›Epitome physica‹: Untersuchungen zur handschriftlichen Überlieferung                                                                                       | Stefano Valente                     | 2021             |
| 7    | Georgios Pachymeres, Commentary on Aristotle, ›Nicomachean Ethics‹: Critical Edition with Introduction and Translation                                                            | Sophia Xenophontos                  | 2022             |
| 8    | Theodoros Metochites, Paraphrase of Aristotle, ›De anima‹: Critical Edition with Introduction and Translation                                                                     | Börje Bydén                         | 2022             |